# Waidhofen an der Thaya-i járás
A Waidhofen an der Thaya-i járás Ausztriában, Alsó-Ausztria tartományban található. A Waidhofen an der Thaya-i járás Gmündi, Zwettli és Horni járásokkal határos. Lakosainak száma 25 888 fő (2019. január 1.).

## A járáshoz tartozó települések
- Dietmanns
- Dobersberg
- Gastern
- Groß-Siegharts
- Karlstein an der Thaya
- Kautzen
- Ludweis-Aigen
- Pfaffenschlag bei Waidhofen
- Raabs an der Thaya
- Thaya
- Vitis
- Waidhofen an der Thaya
- Waidhofen an der Thaya-Land
- Waldkirchen an der Thaya
- Windigsteig